# 299. Infanterie-Division (Wehrmacht)
La 299. Infanterie-Division fu una divisione dell'esercito tedesco attiva durante la seconda guerra mondiale che venne creata nel 1940 e fu prima impiegata nella campagna di Francia e poi schierata lungo il fronte orientale dove fu distrutta nel 1945.

## Storia

### Campagna di Francia
La divisione fu costituita il 9 febbraio 1940 nell'area di Erfurt e nel maggio 1940 l'unità prese parte alla campagna di Francia, combattendo in Lussemburgo, Belgio e a Sedan in Francia, dove rimase fino al giugno 1941. Il 25 ottobre 1940 la divisione cedette un terzo delle sue unità per formare la 319. Infanterie-Division, la 339. Infanterie-Division e la 113. Infanterie-Division.

### Fronte Orientale
Dal giugno del 1941 la divisione combatté sul fronte orientale, sotto l'Heersgruppe Süd. Dopo aver attraversato il Bug, marciò nella regione di Dubno e sfondò la linea a Novograd Volinskij. Successivamente combatté a Žitomir e Korosten', per poi attraversare il Dnepr e prendere parte alla battaglia di Kiev. Nel 1942 combatté a Voronež e nel 1943 a Kursk e Gomel', dove si distinse negli scontri. All'inizio del 1944, fu schierata principalmente tra Orša e Vitebsk, ma fu poi distrutta nella sacca di Minsk e venne riformata nel settembre del 1944. La divisione fu rimandata sul fronte orientale e distrutta nella Sacca di Braunsberg-Heiligenbeil, in Prussia orientale nel febbraio del 1945.

## Ordine di battaglia
299. Infanterie-Division 1940
- Infanterie-Regiment 528
- Infanterie-Regiment 529
- Infanterie-Regiment 530
- Artillerie-Regiment 299
- Panzerabwehr-Abteilung 299
- Pionier-Bataillon 299
- Infanterie-Divisions-Nachrichten-Abteilung 299
- Infanterie-Divisions-Nachschubtruppen 299

299. Infanterie-Division 1944
- Grenadier-Regiment 528
- Grenadier-Regiment 529
- Grenadier-Regiment 530
- Divisions-Füsilier-Bataillon 299
- Feldersatz-Bataillon 299
- Artillerie-Regiment 299
- Panzerjäger-Abteilung 299
- Ost-Reiter-Schwadron 299
- Pionier-Bataillon 299
- Infanterie-Divisions-Nachrichten-Abteilung 299
- Infanterie-Divisions-Nachschubtruppen 299

## Decorazioni
Alcuni soldati della 299. Infanterie-division furono premiati per le loro azioni in guerra:
- Croce Tedesca
  - in oro: 14
- Croce di Cavaliere della croce di ferro: 2
- Distintivo per combattimenti ravvicinati:
  - in bronzo: 1
  - in argento: 1

## Comandanti
- General der Artillerie Willi Moser (6 aprile 1940 - 1º novembre 1942)
- Generalleutnant Viktor Koch (1º novembre 1942 - 5 novembre 1942)
- Generalleutnant Hans Bergen (5 novembre 1942 - 3 maggio 1943)
- Generalleutnant Ralph Graf von Oriola (3 maggio 1943 - 15 gennaio 1944)
- Generalleutnant Paul Reichelt (15 gennaio 1944 - 13 marzo 1944)
- Generalleutnant Ralph Graf von Oriola (13 marzo 1944 - 28 giugno 1944)
- Generalleutnant Hans Junck (28 giugno 1944 - 10 dicembre 1944)
- Generalmajor Karl Göbel (10 dicembre 1944 - febbraio 1945)[1]